# 阿圭亚尔
阿圭亚尔是巴西帕拉伊巴州的一个市镇。总面积344.691平方公里，总人口4440人，人口密度12.9人/平方公里。